# Bert Oosterbosch
Bert Oosterbosch (Eindhoven, 30 luglio 1957 – Lekkerkerk, 18 agosto 1989) è stato un ciclista su strada e pistard olandese, professionista dal 1979 al 1988. Su strada vinse tre tappe al Tour de France e una alla Vuelta a España, mentre su pista fu campione del mondo di inseguimento individuale nel 1979.

## Carriera
Specialista nei prologhi e nelle cronometro, tra i dilettanti nel 1978 vinse il titolo mondiale nella 100 km a cronometro in quartetto con Guus Bierings, Bart van Est e Jan van Houwelingen. Nello stesso anno conquistò anche tre tappe all'Olympia's Tour e una al Giro delle Regioni.
Passò professionista nel 1979 con la TI-Raleigh di Peter Post. Negli anni seguenti riuscì ad imporsi in tre tappe del Tour de France, una nel 1980 e due nel 1983, e una alla Vuelta a España, nel 1985: tale vittoria gli permise anche di indossare la maglia oro di leader della generale per due giorni. In carriera vinse anche brevi corse a tappe come il Tour de Luxembourg e il Giro dei Paesi Bassi, oltre a frazioni a cronometro in gare come Parigi-Nizza, Tour de Suisse, Tirreno-Adriatico e Volta Ciclista a Catalunya, e a semiclassiche come l'E3 Harelbeke.
Attivo anche su pista, si aggiudicò il titolo mondiale di inseguimento individuale professionisti nel 1979 ad Amsterdam, e la medaglia di bronzo nella stessa specialità due anni dopo a Brno. Fu anche per tre volte campione nazionale di inseguimento.
Si ritirò dall'attività per problemi di salute nel 1988, a 31 anni di età, dopo aver sofferto per due volte di meningite; l'anno successivo tornò a correre con dilettanti, ma morì nella sua casa a Lekkerkerk, colpito da infarto cinque giorni dopo aver vinto una gara.

## Palmarès

### Strada
- 1978 (dilettanti)

Ster van Bladel (cronometro)
Dorpenomloop Drenthe
7ª tappa Giro delle Regioni
Prologo Olympia's Tour (cronometro)
3ª tappa Olympia's Tour
8ª tappa Olympia's Tour
3ª tappa Rheinland-Pfalz-Rundfahrt
6ª tappa Rheinland-Pfalz-Rundfahrt
1ª tappa Triptyque ardennais
2ª tappa Triptyque ardennais
- 1979 (Ti-Raleigh, due vittorie)

Ronde van Midden-Zeeland
Trofee Jan van Erp
- 1980 (Ti-Raleigh, quattro vittorie)

3ª tappa Quatre Jours de Dunkerque
Classifica generale Tour de Luxembourg
8ª tappa Tour de France (Flers > Saint-Malo)
Prologo Giro dei Paesi Bassi (Sint-Niklaas, cronometro)
- 1981 (Ti-Raleigh, quattro vittorie)

5ª tappa, 2ª semitappa Quatre Jours de Dunkerque
Classifica generale Quatre Jours de Dunkerque
3ª tappa, 2ª semitappa Critérium du Dauphiné Libéré
Prologo Grand Prix du Midi Libre
- 1982 (DAF Trucks-TeVe Blad, quattro vittorie)

Prologo Parigi-Nizza (Luingne, cronometro)
Prologo Tour de Suisse (Volketswil, cronometro)
4ª tappa, 1ª semitappa Giro dei Paesi Bassi (Zundert, cronometro)
Classifica generale Giro dei Paesi Bassi
- 1983 (Ti-Raleigh, undici vittorie)

3ª tappa Étoile de Bessèges
Classifica generale Étoile de Bessèges
5ª tappa Tirreno-Adriatico (San Benedetto del Tronto, cronometro)
1ª tappa Driedaagse De Panne - Koksijde
3ª tappa Tour of the Americas
Classifica generale Tour of the Americas
Prologo Quatre Jours de Dunkerque
1ª tappa, 1ª semitappa Giro dei Paesi Bassi (Boxmeer, cronometro)
6ª tappa Tour de France (Châteaubriant > Nantes, cronometro)
8ª tappa Tour de France (La Rochelle > Bordeaux)
Prologo Volta Ciclista a Catalunya (Salou, cronometro)
- 1984 (Panasonic, otto vittorie)

1ª tappa Giro dei Paesi Bassi (Breda, cronometro)
7ª tappa Tour de Suisse (Brügg, cronometro)
Prologo Tour Méditerranéen
Prologo Parigi-Nizza (Issy-les-Moulineaux, cronometro)
7ª tappa, 1ª semitappa Parigi-Nizza (Mandelieu-la-Napoule > Nizza)
E3 Harelbeke
1ª tappa, 2ª semitappa Driedaagse De Panne - Koksijde
Classifica generale Driedaagse De Panne - Koksijde
- 1985 (Panasonic, cinque vittorie)

5ª tappa Parigi-Nizza (Carpentras > Gréoux-les-Bains)
Prologo Vuelta a España (Valladolid, cronometro)
5ª tappa, 2ª semitappa Giro di Norvegia
Prologo Giro dei Paesi Bassi (Winschoten, cronometro)
4ª tappa, 1ª semitappa Volta Ciclista a Catalunya (Manresa > Barcellona)
- 1986 (Panasonic, due vittorie)

Prologo Volta a la Comunitat Valenciana (cronometro)
Prologo Setmana Catalana (Palafrugell, cronometro)

#### Altri successi
- 1978 (Dilettanti)

Campionati del mondo, Cronometro a squadre 100 km (con Guus Bierings, Bart van Est e Jan van Houwelingen)
- 1980 (Ti-Raleigh)

1ª tappa, 2ª semitappa Tour de France (Wiesbaden > Francoforte sul Meno, cronosquadre)
7ª tappa, 1ª semitappa Tour de France (Compiègne > Beauvais, cronosquadre)

### Pista
- 1979

Campionati del mondo, Inseguimento individuale
- 1981

Campionati olandesi, Inseguimento individuale
- 1983

Campionati olandesi, Inseguimento individuale
- 1984

Campionati olandesi, Inseguimento individuale

## Piazzamenti

### Grandi Giri
- Tour de France

1980: 36º
1982: ritirato (2ª tappa)
1983: ritirato (13ª tappa)
1984: fuori tempo massimo (3ª tappa)
- Vuelta a España

1985: ritirato

### Classiche monumento
- Milano-Sanremo

1979: 95º
1985: 102º
- Giro delle Fiandre

1980: 33º
- Parigi-Roubaix

1979: 19º
1981: 49º
- Liegi-Bastogne-Liegi

1980: 17º
1981: 8º

### Competizioni mondiali
- Campionati del mondo su strada

Nürburgring 1978 - Cronosquadre 100 km: vincitore
Valkenburg 1979 - In linea Professionisti: ritirato
Sallanches 1980 - In linea Professionisti: ritirato
- Campionati del mondo su pista

Amsterdam 1979 - Inseguimento individuale Prof.: vincitore
Besançon 1980 - Inseguimento individuale Prof.: 5º
Brno 1981 - Inseguimento individuale Prof.: 3º
Barcellona 1984 - Inseguimento individuale Prof.: 5º